# Tore Reginiussen
Tore Reginiussen (Alta, 10 aprile 1986) è un ex calciatore norvegese, di ruolo difensore.

## Biografia
Ha due fratelli che, come lui, sono dei calciatori: Mads e Christian Reginiussen.

## Carriera

### Club
Reginiussen cominciò la carriera con la maglia dell'Alta, formazione della sua città militante nella 1. divisjon. Esordì in campionato in data 14 settembre 2003, subentrando a Roy Rasmussen nella sconfitta per 7-1 in casa del Sandefjord. Giocò altre 5 partite in quella stagione, ma l'Alta non riuscì a raggiungere la salvezza e retrocesse in 2. divisjon. Reginiussen ebbe maggiore spazio nel 2004 e contribuì all'immediata promozione del club. Disputò un'ulteriore stagione con questa maglia, ma il campionato 2005 si concluse con un'altra retrocessione dell'Alta.
Alla fine del 2005, firmò un contratto con il Tromsø e diventò membro della squadra a gennaio 2006. Debuttò nell'Eliteserien il 17 aprile successivo, schierato titolare nella sconfitta casalinga per 0-1 contro lo Stabæk. Il 24 settembre 2006, realizzò la prima rete nella massima divisione norvegese: fu lui a fissare il punteggio sul definitivo 3-1 in favore del Tromsø, ai danni del Brann. Allo Alfheim Stadion ottenne subito il successo, venendo votato come calciatore dell'anno dai suoi tifosi, al termine della prima stagione. A giugno 2007 rinnovò il contratto che lo legava al Tromsø fino al termine del 2009. Con questa casacca, ebbe l'occasione di esordire nelle competizioni europee per club, precisamente in data 16 luglio 2009: fu titolare nel secondo turno di qualificazione all'Europa League 2009-2010, nel pareggio a reti inviolate contro la Dinamo Minsk.
Il 21 dicembre 2009 annunciò che avrebbe lasciato il Tromsø e firmò così un contratto dalla durata di tre anni e mezzo con lo Schalke 04. Disputò un solo incontro nella Bundesliga, in quello scorcio di stagione: in data 30 gennaio 2010, infatti, sostituì Christoph Moritz nel successo per 2-0 sullo Hoffenheim. Successivamente, giocò soltanto per lo Schalke 04 II, nella Regionalliga.
Il 29 luglio 2010 venne ufficializzato il suo passaggio alla squadra italiana del Lecce, in prestito con diritto di riscatto. Il 22 agosto successivo giocò quella che si rivelò essere la sua unica partita con la maglia dei salentini, nell'amichevole persa contro il Valencia. Il 19 gennaio 2011 la società leccese, con un comunicato sul proprio sito, annunciò la risoluzione consensuale del contratto con il difensore norvegese. Il giocatore ebbe dei problemi fisici in tutta la prima parte di stagione, soffrendo della sindrome di Haglund (come precisato dal medico sociale del club, Peppino Palaja) e per questo non poté essere utilizzato dall'allenatore Luigi De Canio. Fece così ritorno allo Schalke 04.
Il 15 marzo 2011 ritornò al Tromsø, sempre in prestito dallo Schalke 04. Disputò 10 incontri in squadra. Il 13 giugno si trasferì ai danesi dell'Odense a titolo definitivo. Il 16 luglio giocò così il primo incontro nella Superligaen, impiegato come titolare nel successo per 2-0 sul Nordsjælland. Il 26 novembre siglò il primo gol nel massimo campionato danese, sebbene inutile ai fini del risultato: siglò il gol del 2-3 nella sconfitta casalinga contro il Midtjylland.
Il 5 agosto 2012, fu ufficializzato il suo trasferimento al Rosenborg, club a cui si legò con un contratto della durata di tre anni e mezzo. Il 24 febbraio 2013, fu nominato nuovo capitano della squadra.
In virtù delle prestazioni conseguite nel campionato 2017, è stato candidato al titolo di miglior giocatore della stagione. Il 27 novembre si è aggiudicato questo riconoscimento.
Il 23 dicembre 2017 ha prolungato il contratto che lo legava al Rosenborg, fino al 31 dicembre 2019.
Il 18 dicembre 2020 ha lasciato il club.
Il 25 gennaio 2021 ha firmato per il St. Pauli.
Il 30 luglio 2021 è stato reso noto il suo ritorno all'Alta.

### Nazionale
Reginiussen conta 15 presenze per la Norvegia under 21. La prima di queste fu datata 28 febbraio 2006, in occasione della sfida contro l'Inghilterra under 21, vinta per 3-1 dai britannici. Il 16 agosto dello stesso anno, realizzò l'unica rete per questa selezione, nella vittoria per 0-5 contro l'Estonia under 21. Il 26 marzo 2008, esordì per la nazionale maggiore, contro il Montenegro: schierato titolare, gli scandinavi uscirono però sconfitti per 3-1. Il 20 agosto 2008 segnò la sua prima rete nel pareggio per 1-1 contro l'Irlanda, in amichevole.
Il 2 novembre 2020, dopo 31 presenze e 4 reti, lascia la nazionale norvegese.

## Statistiche

### Presenze e reti nei club
Statistiche aggiornate al 30 luglio 2021.
| Stagione         | Club             | Campionato       | Campionato | Campionato | Coppe nazionali | Coppe nazionali | Coppe nazionali | Coppe continentali | Coppe continentali | Coppe continentali | Supercoppe | Supercoppe | Supercoppe | Totale | Totale |
| Stagione         | Club             | Comp             | Pres       | Reti       | Comp            | Pres            | Reti            | Comp               | Pres               | Reti               | Comp       | Pres       | Reti       | Pres   | Reti   |
| ---------------- | ---------------- | ---------------- | ---------- | ---------- | --------------- | --------------- | --------------- | ------------------ | ------------------ | ------------------ | ---------- | ---------- | ---------- | ------ | ------ |
| 2003             | Alta             | 1D               | 6          | 0          | CN              | ?               | ?               | -                  | -                  | -                  | -          | -          | -          | ?      | ?      |
| 2004             | Alta             | 2D               | 21         | 3          | CN              | ?               | ?               | -                  | -                  | -                  | -          | -          | -          | ?      | ?      |
| 2005             | Alta             | 1D               | 24         | 0          | CN              | ?               | ?               | -                  | -                  | -                  | -          | -          | -          | ?      | ?      |
| Totale Alta      | Totale Alta      | Totale Alta      | ?          | ?          |                 | ?               | ?               |                    | -                  | -                  |            | -          | -          | ?      | ?      |
| 2006             | Tromsø           | ES               | 22         | 1          | CN              | 3               | 0               | -                  | -                  | -                  | -          | -          | -          | 25     | 1      |
| 2007             | Tromsø           | ES               | 24         | 2          | CN              | 4               | 0               | -                  | -                  | -                  | -          | -          | -          | 28     | 2      |
| 2008             | Tromsø           | ES               | 23         | 0          | CN              | 4               | 0               | -                  | -                  | -                  | -          | -          | -          | 27     | 0      |
| 2009             | Tromsø           | ES               | 22         | 3          | CN              | 3               | 1               | UEL                | 6                  | 0                  | -          | -          | -          | 31     | 4      |
| gen.-giu. 2010   | Schalke 04 II    | RL               | 6          | 0          | CG              | -               | -               | -                  | -                  | -                  | -          | -          | -          | 6      | 0      |
| gen.-giu. 2010   | Schalke 04       | BL               | 1          | 0          | CG              | ?               | ?               | -                  | -                  | -                  | -          | -          | -          | ?      | ?      |
| 2010-gen. 2011   | Lecce            | A                | 0          | 0          | CI              | 0               | 0               | -                  | -                  | -                  | -          | -          | -          | 0      | 0      |
| gen.-lug. 2011   | Tromsø           | ES               | 10         | 1          | CN              | 4               | 2               | UEL                | -                  | -                  | -          | -          | -          | 14     | 3      |
| Totale Tromsø    | Totale Tromsø    | Totale Tromsø    | 101        | 7          |                 | 18              | 3               |                    | 6                  | 0                  |            | -          | -          | 125    | 10     |
| 2011-2012        | Odense           | SL               | 21         | 2          | CD              | ?               | ?               | UCL+UEL            | 3+6                | 1+0                | -          | -          | -          | ?      | ?      |
| lug.-ago. 2012   | Odense           | SL               | 2          | 0          | CD              | -               | -               | -                  | -                  | -                  | -          | -          | -          | ?      | ?      |
| Totale Odense    | Totale Odense    | Totale Odense    | 23         | 2          |                 | ?               | ?               |                    | 9                  | 1                  |            | -          | -          | ?      | ?      |
| ago.-dic. 2012   | Rosenborg        | ES               | 11         | 0          | CN              | -               | -               | UEL                | 6                  | 1                  | -          | -          | -          | 17     | 1      |
| 2013             | Rosenborg        | ES               | 28         | 4          | CN              | 6               | 1               | UEL                | 3                  | 0                  | -          | -          | -          | 37     | 5      |
| 2014             | Rosenborg        | ES               | 24         | 4          | CN              | 2               | 1               | UEL                | 6                  | 0                  | -          | -          | -          | 32     | 5      |
| 2015             | Rosenborg        | ES               | 4          | 0          | CN              | 1               | 0               | UEL                | 1                  | 0                  | -          | -          | -          | 6      | 0      |
| 2016             | Rosenborg        | ES               | 19         | 2          | CN              | 3               | 1               | UCL+UEL            | 4+2                | 0+1                | -          | -          | -          | 28     | 4      |
| 2017             | Rosenborg        | ES               | 25         | 0          | CN              | 1               | 1               | UCL+UEL            | 3+6                | 1+0                | SN         | 1          | 1          | 36     | 3      |
| 2018             | Rosenborg        | ES               | 29         | 2          | CN              | 5               | 0               | UCL+UEL            | 4+8                | 0                  | SN         | 1          | 0          | 47     | 2      |
| 2019             | Rosenborg        | ES               | 24         | 3          | CN              | 2               | 1               | UCL+UEL            | 8+4                | 0                  | -          | -          | -          | 38     | 4      |
| 2020             | Rosenborg        | ES               | 26         | 1          | -               | -               | -               | UEL                | 3                  | 1                  | -          | -          | -          | 29     | 2      |
| Totale Rosenborg | Totale Rosenborg | Totale Rosenborg | 189        | 16         |                 | 25              | 6               |                    | 53                 | 3                  |            | 2          | 1          | 270    | 26     |
| gen.-giu. 2021   | St. Pauli        | 2L               | 10         | 0          | CG              | -               | -               | -                  | -                  | -                  | -          | -          | -          | 10     | 0      |
| ago.-dic. 2021   | Alta             | 2D               | 0          | 0          | CN              | 0               | 0               | -                  | -                  | -                  | -          | -          | -          | 0      | 0      |
| Totale           | Totale           | Totale           | 379        | 27         |                 | ?               | ?               |                    | 71                 | 4                  |            | 2          | 1          | 452+   | 32+    |

### Cronologia presenze e reti in nazionale
| Cronologia completa delle presenze e delle reti in nazionale ― Norvegia | Cronologia completa delle presenze e delle reti in nazionale ― Norvegia | Cronologia completa delle presenze e delle reti in nazionale ― Norvegia | Cronologia completa delle presenze e delle reti in nazionale ― Norvegia | Cronologia completa delle presenze e delle reti in nazionale ― Norvegia | Cronologia completa delle presenze e delle reti in nazionale ― Norvegia | Cronologia completa delle presenze e delle reti in nazionale ― Norvegia | Cronologia completa delle presenze e delle reti in nazionale ― Norvegia |
| Data                                                                    | Città                                                                   | In casa                                                                 | Risultato                                                               | Ospiti                                                                  | Competizione                                                            | Reti                                                                    | Note                                                                    |
| ----------------------------------------------------------------------- | ----------------------------------------------------------------------- | ----------------------------------------------------------------------- | ----------------------------------------------------------------------- | ----------------------------------------------------------------------- | ----------------------------------------------------------------------- | ----------------------------------------------------------------------- | ----------------------------------------------------------------------- |
| 26-3-2008                                                               | Podgorica                                                               | Montenegro                                                              | 3 – 1                                                                   | Norvegia                                                                | Amichevole                                                              | -                                                                       |                                                                         |
| 28-5-2008                                                               | Oslo                                                                    | Norvegia                                                                | 2 – 2                                                                   | Uruguay                                                                 | Amichevole                                                              | -                                                                       |                                                                         |
| 20-8-2008                                                               | Oslo                                                                    | Norvegia                                                                | 1 – 1                                                                   | Irlanda                                                                 | Amichevole                                                              | 1                                                                       |                                                                         |
| 6-9-2008                                                                | Oslo                                                                    | Norvegia                                                                | 2 – 2                                                                   | Islanda                                                                 | Qual. Mondiali 2010                                                     | -                                                                       |                                                                         |
| 19-11-2008                                                              | Dnipropetrovs'k                                                         | Ucraina                                                                 | 1 – 0                                                                   | Norvegia                                                                | Amichevole                                                              | -                                                                       |                                                                         |
| 28-3-2009                                                               | Rustenburg                                                              | Sudafrica                                                               | 2 – 1                                                                   | Norvegia                                                                | Amichevole                                                              | -                                                                       |                                                                         |
| 1-4-2009                                                                | Oslo                                                                    | Norvegia                                                                | 3 – 2                                                                   | Finlandia                                                               | Amichevole                                                              | -                                                                       |                                                                         |
| 10-10-2009                                                              | Oslo                                                                    | Norvegia                                                                | 1 – 0                                                                   | Sudafrica                                                               | Amichevole                                                              | -                                                                       | 59’                                                                     |
| 15-1-2012                                                               | Bangkok                                                                 | Danimarca                                                               | 1 – 1                                                                   | Norvegia                                                                | Amichevole                                                              | -                                                                       |                                                                         |
| 18-1-2012                                                               | Bangkok                                                                 | Thailandia                                                              | 0 – 1                                                                   | Norvegia                                                                | Amichevole                                                              | 1                                                                       | 46’                                                                     |
| 21-1-2012                                                               | Bangkok                                                                 | Corea del Sud                                                           | 3 – 0                                                                   | Norvegia                                                                | Amichevole                                                              | -                                                                       |                                                                         |
| 29-2-2012                                                               | Belfast                                                                 | Irlanda del Nord                                                        | 0 – 3                                                                   | Norvegia                                                                | Amichevole                                                              | -                                                                       | 60’                                                                     |
| 14-11-2012                                                              | Budapest                                                                | Ungheria                                                                | 0 – 2                                                                   | Norvegia                                                                | Amichevole                                                              | -                                                                       | 90’                                                                     |
| 7-2-2013                                                                | Siviglia                                                                | Ucraina                                                                 | 2 – 0                                                                   | Norvegia                                                                | Amichevole                                                              | -                                                                       |                                                                         |
| 7-6-2013                                                                | Tirana                                                                  | Albania                                                                 | 1 – 1                                                                   | Norvegia                                                                | Qual. Mondiali 2014                                                     | -                                                                       | 90+3’                                                                   |
| 11-6-2013                                                               | Oslo                                                                    | Norvegia                                                                | 2 – 0                                                                   | Macedonia                                                               | Amichevole                                                              | -                                                                       | 52’                                                                     |
| 15-10-2013                                                              | Oslo                                                                    | Norvegia                                                                | 1 – 1                                                                   | Islanda                                                                 | Qual. Mondiali 2014                                                     | -                                                                       |                                                                         |
| 15-11-2013                                                              | Herning                                                                 | Danimarca                                                               | 2 – 1                                                                   | Norvegia                                                                | Amichevole                                                              | -                                                                       |                                                                         |
| 19-11-2013                                                              | Molde                                                                   | Norvegia                                                                | 0 – 1                                                                   | Scozia                                                                  | Amichevole                                                              | -                                                                       |                                                                         |
| 15-1-2014                                                               | Abu Dhabi                                                               | Moldavia                                                                | 1 – 2                                                                   | Norvegia                                                                | Amichevole                                                              | -                                                                       | 45+2’                                                                   |
| 18-1-2014                                                               | Abu Dhabi                                                               | Polonia                                                                 | 3 – 0                                                                   | Norvegia                                                                | Amichevole                                                              | -                                                                       | Cap. 46’                                                                |
| 10-6-2017                                                               | Oslo                                                                    | Norvegia                                                                | 1 – 1                                                                   | Rep. Ceca                                                               | Qual. Mondiali 2018                                                     | -                                                                       | 67’                                                                     |
| 8-10-2017                                                               | Oslo                                                                    | Norvegia                                                                | 1 – 0                                                                   | Irlanda del Nord                                                        | Qual. Mondiali 2018                                                     | -                                                                       |                                                                         |
| 14-11-2017                                                              | Trnava                                                                  | Slovacchia                                                              | 1 – 0                                                                   | Norvegia                                                                | Amichevole                                                              | -                                                                       |                                                                         |
| 23-3-2018                                                               | Oslo                                                                    | Norvegia                                                                | 4 – 1                                                                   | Australia                                                               | Amichevole                                                              | 1                                                                       |                                                                         |
| 6-6-2018                                                                | Oslo                                                                    | Norvegia                                                                | 1 – 0                                                                   | Panama                                                                  | Amichevole                                                              | -                                                                       |                                                                         |
| 8-9-2019                                                                | Solna                                                                   | Svezia                                                                  | 1 – 1                                                                   | Norvegia                                                                | Qual. Euro 2020                                                         | -                                                                       |                                                                         |
| 15-11-2019                                                              | Oslo                                                                    | Norvegia                                                                | 4 – 0                                                                   | Fær Øer                                                                 | Qual. Euro 2020                                                         | 1                                                                       |                                                                         |
| 18-11-2019                                                              | Ta' Qali                                                                | Malta                                                                   | 1 – 2                                                                   | Norvegia                                                                | Qual. Euro 2020                                                         | -                                                                       | Cap.                                                                    |
| 4-9-2020                                                                | Oslo                                                                    | Norvegia                                                                | 1 – 2                                                                   | Austria                                                                 | UEFA Nations League 2020-2021 - 1º turno                                | -                                                                       |                                                                         |
| 8-10-2020                                                               | Oslo                                                                    | Norvegia                                                                | 1 – 2 dts                                                               | Serbia                                                                  | Qual. Euro 2020                                                         | -                                                                       | 91’                                                                     |
| Totale                                                                  |                                                                         | Presenze                                                                | 31                                                                      |                                                                         | Reti                                                                    | 4                                                                       |                                                                         |

## Palmarès

### Club

#### Competizioni nazionali
- Campionato norvegese: 4

Rosenborg: 2015, 2016, 2017, 2018
- Coppa di Norvegia: 3

Rosenborg: 2015, 2016, 2018
- Supercoppa di Norvegia: 2

Rosenborg: 2017, 2018

### Individuale
- Miglior giocatore dell'Eliteserien: 1

2017